# Парк природе Персина
Парк природе Персина (буг. Природен парк Персина) је заштићено мочварно подручје на бугарској обали Дунава основано 4. децембра 2000. године. Простире се на територији три општина: Никопол, Белене и Свиштов, на површини од 21762 хектара. Парк има за циљ очување и рестаурацију мочварног подручја реке Дунав. Посебна пажња посвећена је бројним острвима и њиховом природном статусу. Парк је добио име према острву Персин, које је део комплекса беленских острва. Дугачко је 15 км и широко 6 км, што га чини четвртим највећим Дунавским острвом а највећим у Бугарској. Друге острвске групе смештене су у близини Никопола. Због своје јединствености и великог значаја, група острва је проглашена Рамсарским подручјем 24. септембра 2002. године . Са 18330 хектара површине, то је највеће Рамсарско подручје у Бугарској. Најзначајнији екосистеми унутар парка су поплављене шуме дуж Дунава и унутрашњих мочвара. Да би се заштитили ови хабитати, установљено је неколико заштићених подручја. Центар за посетиоце парка налази се у Белену.